# Cryptops feae
Cryptops feae är en mångfotingart som beskrevs av Pocock R.I. 1891. Cryptops feae ingår i släktet Cryptops och familjen Cryptopidae.
Artens utbredningsområde är Myanmar. Inga underarter finns listade i Catalogue of Life.